# نافي مومباي
نافي مومباي هي مدينة، تتبع منطقة ثين، بلغ عدد سكانها 1٬119٬477 نسمة، تبلغ مساحتها 344 كيلومتر مربع.

## توأمة
لنافي مومباي اتفاقيات توأمة مع:
- كاراكاس

## أعلام
- غوريلال مانيشي